# PDF/X
PDF/X−1a — стандартный формат файлов, специально предназначенный для «слепого» обмена готовыми к печати документами в виде электронных данных, при котором отправителю и получателю не требуется дополнительной договорённости для обработки информации и получения требуемых результатов в тираже. Фактически он является цифровым эквивалентом цветоделённых фотоформ.
PDF/X−1a представляет собой спецификацию Adobe Portable Document Format, которая ограничивает содержание PDF документа до объёма, непосредственно необходимого для высококачественного воспроизведения при печати, например, исключаются аннотации, JavaScript и вложенные мультимедийные элементы.
Применение PDF/X−1a устраняет наиболее распространённые ошибки при подготовке файлов. В соответствии с исследованием, проведённым GATF (Graphic Arts Technology Foundation), среди 10 наиболее распространённых ошибок в PDF−файлах заказчика встречаются следующие: не встроены шрифты, неверное цветовое пространство, отсутствуют изображения, проблемы Overprint / Trapping.[уточнить]
Вместе с тем, стандарт не предусматривает определение ряда важных в полиграфии параметров (например минимально допустимое разрешение изображений). Впоследствии, с учетом развития полиграфической техники (такой как, например, растровые процессоры) был расширен стандартами PDF/X-3, PDF/X-4 и PDF/X-5, ослабляющими требования к файлу (например, стало допустимым использовать объекты с прозрачностью, OTF-шрифты и пр.).